# Mirko Bonačić
Mirko Bonačić, nadimak Babica (Split, 8. ožujka 1903. – Split, 18. listopada 1989.) je bivši hrvatski nogometaš. Nadimak je dobio zbog svoje neuhvatljivosti i lukavosti, a igrom je podsjećao na teško uhvatljivu ribicu iz morskih plićaka. Velik broj pogodaka postigao je pucajući „špicom“.
Mirko Bonačić je bio jedno od značajnih imena prvih generacija splitskog Hajduka koji je kao half ili polutka za Hajduk u razdoblju od 1923. do 1930. godine odigrao 203 utakmice i postigao 157 golova.
Osvojio je 1927. s Hajdukom i prvi naslov prvaka. Prestao je igrati 14. siječnja 1931. kada zbog obveza na radnom mjestu nije dobio dozvolu da s Hajdukom otputuje na turneju po Južnoj Americi.
Za nogometnu reprezentaciju Jugoslavije odigrao je šest utakmica (1924. – 1928.) i postigao tri gola. Debitirao je u Zagrebu 28. rujna 1924. u prijateljskoj utakmici protiv Čehoslovačke (0:2), kad su reprezentaciju sačinjavali desetorica igrača Hajduka i golman zagrebačkog HAŠK-a Dragutin Friedrich "Karlek" jer je golman Splićana Otmar Gazzari bio talijanski državljanin. Od nacionalnog tima oprostio se na Olimpijskom turniru u Amsterdamu 29. svibnja 1928. protiv Portugala (1:2), postigavši jedini gol za Jugoslaviju. To je bio prvi gol Jugoslavije postignut na nekom od olimpijskih turnira.
Umro je u jesen 1989. u Splitu u 86. godini.
Statistika u Hajduku
| Natjecanje        | Nastupi | Zgoditci |
| ----------------- | ------- | -------- |
| Prvenstvo         | 19      | 5        |
| Kup               | 6       | 1        |
| Superkup          | 0       | 0        |
| Međunarodne       | 2       | 0        |
| Splitski podsavez | 22      | 48       |
| Ukupno            | 49      | 54       |
| Prijateljske      | 154     | 103      |
| Sveukupno         | 203     | 157      |

Prvi službeni nastup bio mu je u splitskom podsavezu protiv Borca iz Splita, 5. ožujka 1921. koju je Hajduk dobio s 0:4 golovima Tagliaferra, Pilića, Radića i njegovim kao posljednjim četvrtim. Nastupio je i 6 puta utakmicama za kup, i postigao jedan zgoditak. Bila je to prva Jugo kup utakmica 24. kolovoza 1924. Hajduka protiv Reprezentacije Sarajeva koju je Hajduk dobio sa 6:0. Po dva gola zabili su Benčić i A. Bonačić, i po jedan M. Bonačić i Radić. Na vratima je bio Otmar Gazzari

## Bonačići u Hajduku
- Aljoša Bonačić
- Ante Bonačić, brat Mirka i Jerka Bonačića
- Ćiril Bonačić
- Jerko Bonačić, brat Mirka i Ante Bonačića
- Krunoslav Bonačić
- Luka Bonačić
- Petar Bonačić
- Žarko Bonačić

## Vanjske poveznice
- [neaktivna poveznica]